# 秋田全一
秋田 全一（あきた ぜんいち、1912年4月1日 - 1977年10月28日）は、日本の経営者。大東京火災海上保険社長を務めた。

## 経歴
静岡県出身。1932年に横浜高等商業学校を卒業し、同年に野村證券に入社。
1958年に取締役に就任し、1960年に常務、1964年6月に大東京火災海上保険専務を経て、1966年4月に副社長に就任し、1970年6月には社長に昇格し、1976年7月までに務めた。
1944年8月に勲五等瑞宝章を受章。
1977年10月28日、急性心筋梗塞のために死去。65歳没。